# Іраклій Аласанія
Іраклій Аласанія (груз. ირაკლი ალასანია; нар. 21 грудня 1973, Батумі, Грузинська РСР, СРСР) — грузинський політик і колишній дипломат, міністр оборони Грузії з 25 жовтня 2012 до 4 листопада 2014. Був послом Грузії в ООН з 11 вересня 2006 до 4 грудня 2008. Працював в уряді Абхазії у вигнанні і помічником президента Грузії у переговорах з грузино-абхазького конфлікту.
Незабаром після своєї відставки пішов в опозицію до адміністрації Міхеїла Саакашвілі. Голова партії «Наша Грузія — Вільні демократи» з липня 2009.

## Життєпис
У 1995 році закінчив факультет міжнародного права Тбіліського державного університету.